# Bảo tàng Khu vực ở Brzezin
Bảo tàng Khu vực ở Brzeziny (tiếng Ba Lan: Muzeum Regionalne w Brzezinach) là một bảo tàng tọa lạc tại số 49 Phố Piłsudskiego, Brzeziny, Ba Lan.

## Lịch sử
Bảo tàng Khu vực ở Brzeziny được thành lập vào năm 1972 theo khởi xướng của Hội những người bạn của Vùng Brzeziny. Các thành viên của Hội bắt đầu thu thập các hiện vật cho Bảo tàng từ năm 1965. Lúc đầu, trụ sở của Bảo tàng đặt ở số 49 Phố Świerczewskiego (nay là Phố Piłsudskiego). Năm 1981, các bộ sưu tập của Bảo tàng được chuyển đến Cung điện Buynów, được xây dựng vào năm 1903 theo lối kiến trúc tân Gothic. Tòa nhà này từng là nơi sinh của nhà văn Maria Buyno-Arctowa và diễn viên Zbigniew Zamachowski.

## Triển lãm
Bộ sưu tập của Bảo tàng Khu vực ở Brzeziny hiện đang bao gồm các triển lãm thường trực sau:
- "Khảo cổ học - Thành phố đã mất": trưng bày các hiện vật từ các cuộc khai quật khảo cổ được thực hiện ở Brzeziny và khu vực lân cận[3] và các kỷ vật có tính lịch sử khác
- "Thành phố đa văn hóa của những người thợ may": giới thiệu sự phát triển của nghề cắt may trong thị trấn, vốn phát triển mạnh trong Chiến tranh thế giới thứ nhất và trong giai đoạn giữa hai cuộc chiến tranh. Triển lãm giới thiệu một trong những bộ sưu tập bàn là và máy khâu của thương hiệu "Singer" lớn nhất Ba Lan. Triển lãm được bổ sung bằng việc tái thiết một xưởng may hoạt động vào đầu thế kỷ 20
- "Phòng của Bourse": trưng bày nội thất của giai cấp tư sản vào cuối thế kỷ 19 và đầu thế kỷ 20
- "Phòng Nhân dân hoạt động vào đầu thế kỷ 20"

## Giờ mở cửa
Bảo tàng Khu vực ở Brzeziny hoạt động quanh năm, mở cửa tất cả các ngày trong tuần trừ thứ Bảy. Khách tham quan phải trả phí vào cửa.